# حرم رقیه
حرم سیده رقیه (به عربی: مسجد السيدة رقية) مسجدی است که بر روی آرامگاه رقیه بنت الحسین در حومهٔ دمشق ساخته شده‌است و از زیارتگاه‌های شیعیان به‌شمار می‌رود.
این مسجد توسط ایرانیان در سال ۱۹۸۵ به سبک معماری ایرانی بازسازی گردیده‌است.
یکی از زیارتگاه‌هایی که پس از مقبره زینب مورد توجه شیعه‌است، مقبره و حرم رقیه دختر حسین است. وی در مکانی که مقبره‌ای عمومی به نام مقبره باب‌الفرادیس بود به خاک سپرده شده. این مقبره در شمال غربی محله قدیمی دمشق و کنار باب‌الفرادیس قرار داشت. در ابتدا سلاطین ایوبی بر قبر او مقبره‌ای کوچک ولی زیبا ساختند؛ سنگ قبری که بر وی نهاده شد از سنگ موزائیک تزئین شده و به‌وسیله عاج و مرمر بود که اطراف آن را ضریح زیبایی احاطه کرده بود و بر فراز آن نیز گنبد و عمارتی بنا شد. مکان یادشده که از همان ابتدا به صورت مسجد و مقبره بود، در سال ۱۱۲۵ قمری مورد بازسازی قرار گرفت و در سال ۱۳۲۳ قمری نیز به‌وسیله میرزا علی اصغر خان امین السلطان (صدراعظم مظفر الدین شاه) دوباره ترمیم شد. در آن زمان سه کتیبه سنگی در داخل حرم در سمت محراب شبستان آن دیده می‌شد. در کتیبه اول چند حدیث در فضایل اهل بیت و نام میرزابابا مستوفی گیلانی به‌عنوان تعمیرکننده بقعه مقام رقیه به تاریخ ۱۱۲۵ قمری دیده می‌شد. در کتیبه دوم به مکان دفن ملک کامل ناصرالدین که در سال ۸۸۰ قمری در این مکان مدفون شده بود اشاره و بر کتیبه سوم نیز چند بیت شعر نوشته شده بود.

## تردید در وجود خارجی
در میان مورخان شیعه، در وجود دختری سه ساله به نام رقیه برای حسین بن علی تردیدهایی وجود دارد؛ در این خصوص عباس قمی در نفس المهموم و منتهی الآمال، ماجرای مربوط به رقیه سه ساله را ذکر کرده اما تاکید می کند که در خصوص این ماجرا سندی معتبر ندیده و به استناد اعتماد به شیخ صدوق و گزارش وی، آن را نقل کرده است.

## نگارخانه

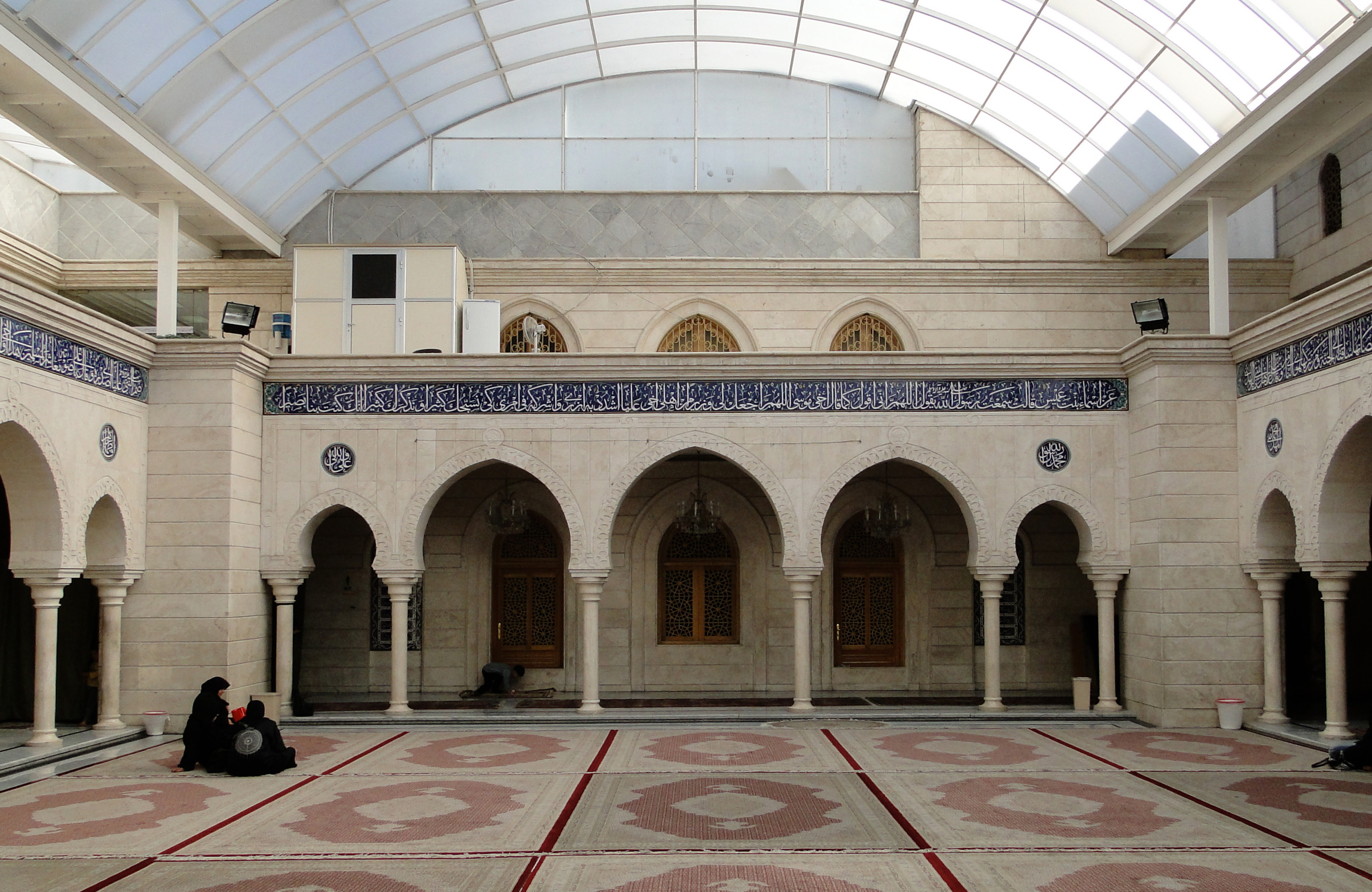
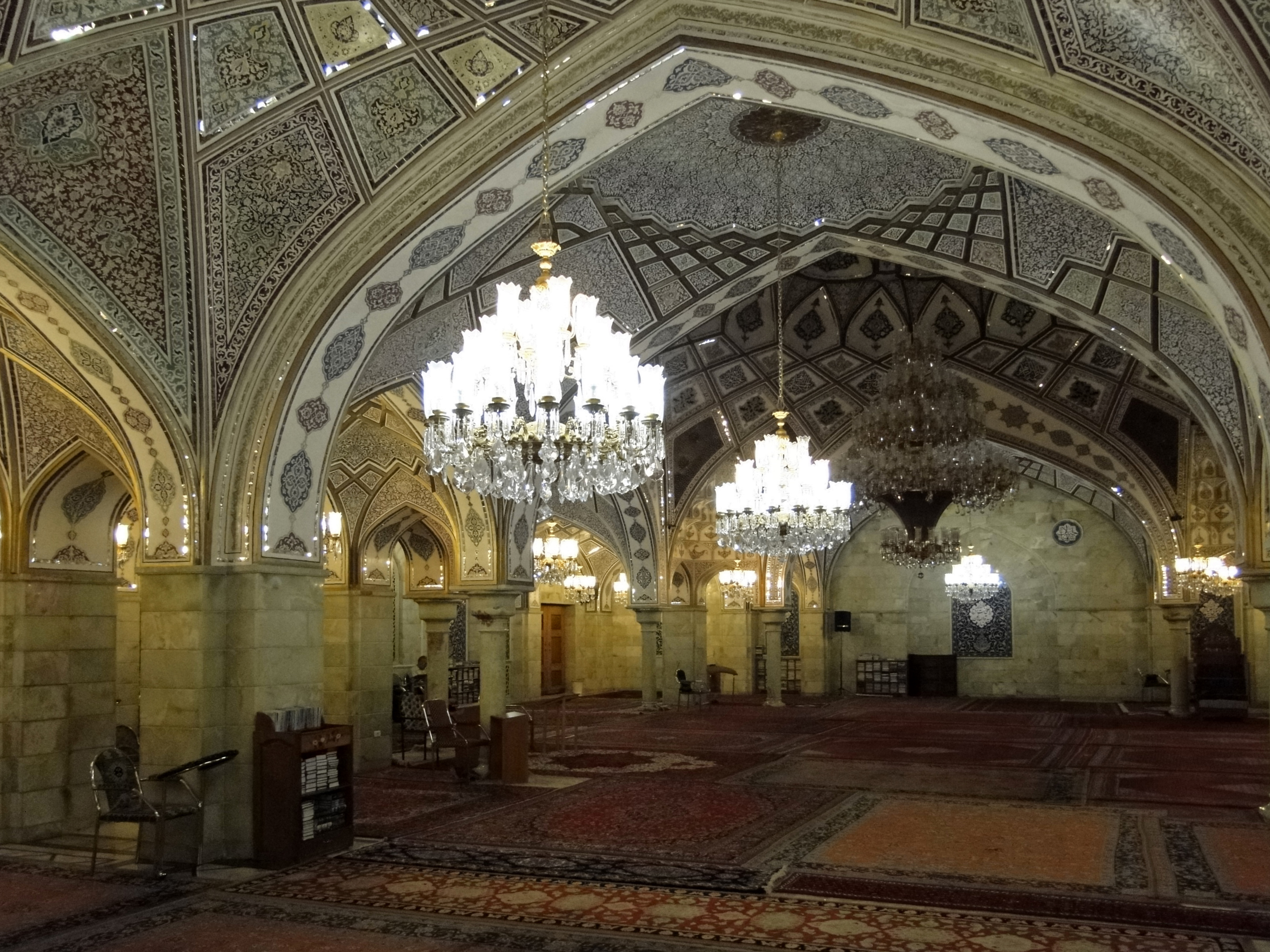
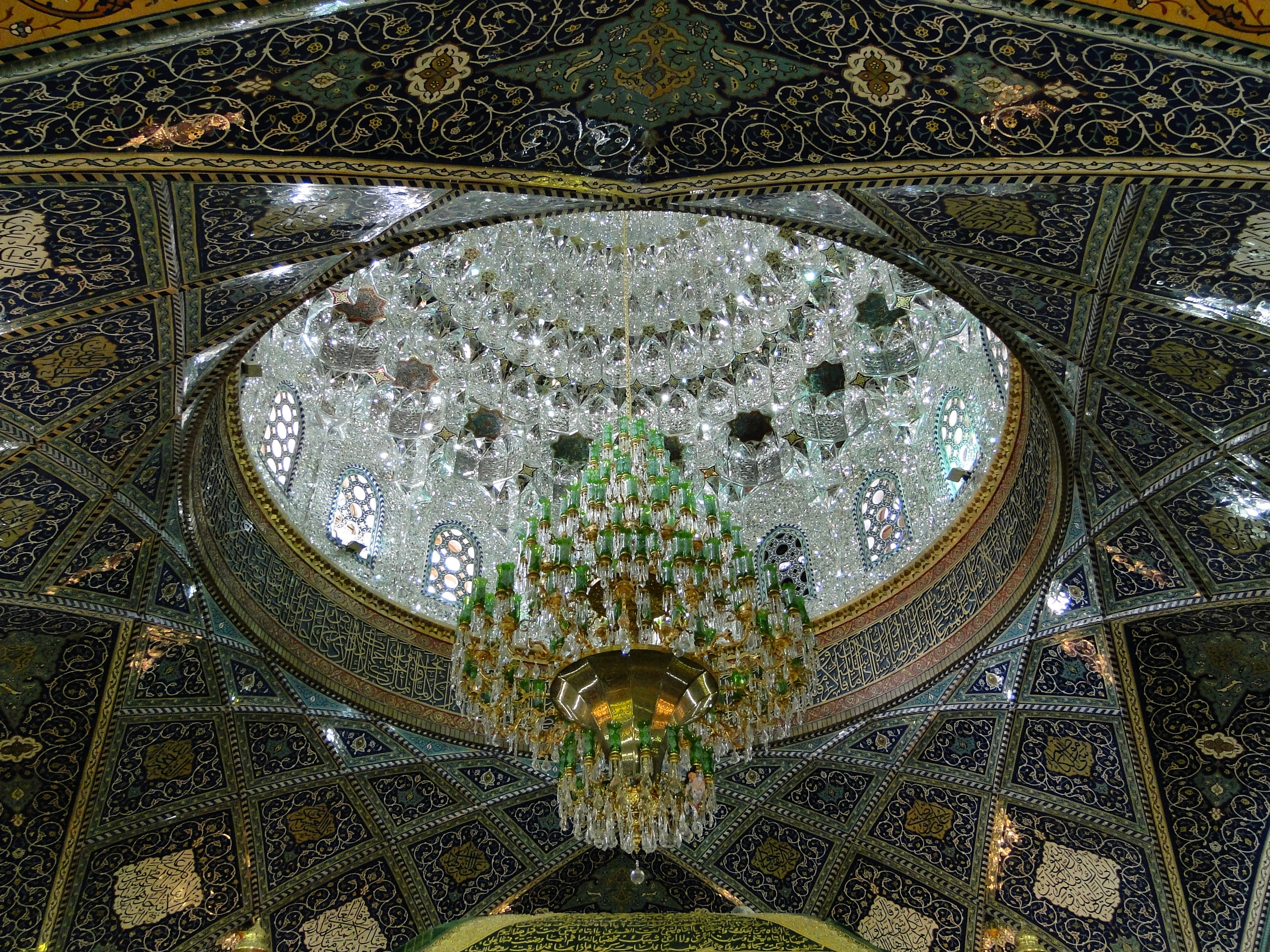

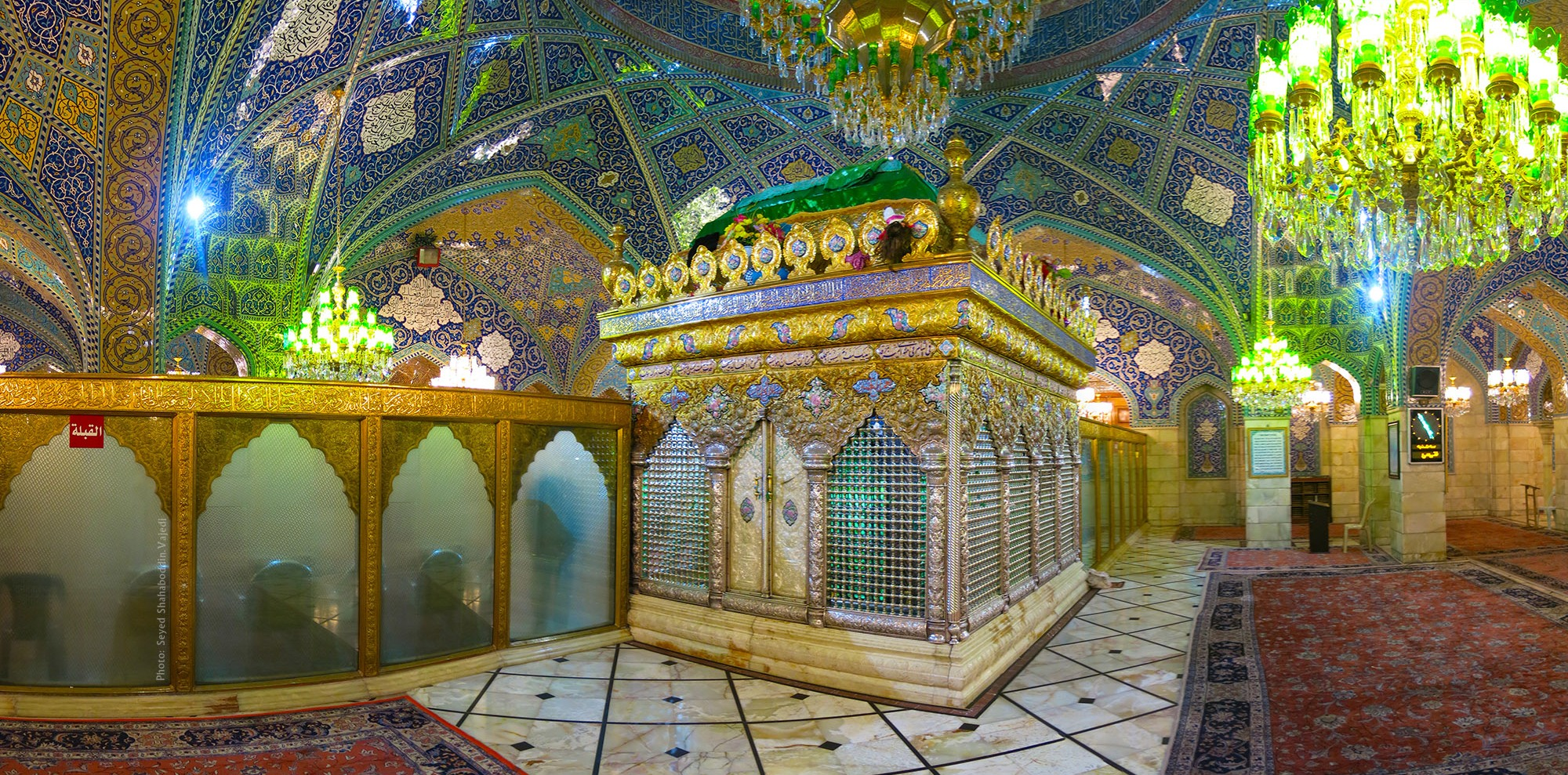
ضریح جدید و آرامگاه